# Катерина-Марія Лотаринзька
Катерина-Марія Лотари́нзька (фр. Catherine-Marie de Lorraine; 18 липня 1552, Жуанвіль — 5 травня 1596, Париж) — французька принцеса, членкиня дому Гізів, діячка Католицької ліги, як і її брати, в шлюбі герцогиня де Монпансьє.

## Життєпис

### Ранні роки та походження
Катерина-Марія народилася 18 липня 1552 року, за іншими даними — в 1551 році. Вона — друга дитина Франсуа де Гіза (1519—1563) і його дружини Анни д'Есте (1531—1607). Мала 6 братів, двоє з яких померли в дитинстві і один підлітком. Серед її братів були Генріх I (1550—1588), Шарль (1554—1611) і Луї II (1555—1588). Вона та її брати були близькими родичами Валуа і нащадками, за лінією матері, Борджіа.
Виросла в період релігійних воєн.

### Шлюб
1570 року стала дружиною Людовика де Монпансьє (1513—1582), старшого від неї на 38 років. Дітей у шлюбі не було. Чоловік помер 23 вересня 1582 року, більше вона не вступала в шлюб.
Пізніше їй пропонували в чоловіки одного з королівських міньйонів Жана Луї д'Епернона (1554—1642), але вона відкинула цю пропозицію.

### Діяльність у Католицькій лізі
Була вороже налаштована до короля Франції Генріха III і до Бурбонів. Її вважали керівницею Ліги, вороги ображали, вигадуючи плітки. Активно поширювала папери. У січні 1588 року король зажадав, щоб вона покинула Париж.
12 травня 1588 року стався День барикад. Париж охопило повстання, вбито близько 60 солдатів короля і впала Бастилія. Париж опинився в руках Гізів. Король утік до Блуаського замку. Катерина носила за поясом ножиці і казала, що постриже короля і закриє його в монастирі.
23 грудня убито її старшого брата Генріха, а 24 грудня молодшого брата Людовика. Вбивства здійснено за наказом короля. Вона зненавиділа короля ще більше.

### Подальша боротьба
Генріх III помер 2 серпня 1589 року після удару кинджалом Жака Клемана, вважалося що Катерина вплинула на вбивство.
Королем став Генріх Наваррський. Наступні 5 років вона боролась, але її партія програла.
Генріх прийняв католицтво і 22 березня 1594 тріумфально увійшов у Париж. Вона здалася на милість і попросила її вбити. Генріх сказав, що вона під його захистом. Пізніше покинула Париж, виїхавши в Сен-Жерменський палац, але потім повернулася до Парижа.

### Смерть
Померла 5 травня 1596 року в Парижі, в ніч її смерті вдарив грім. Лестуаль писав, що це явище мало прямий зв'язок зі злим, безладним і бурхливим розумом герцогині, що помирала.

## Родина
Чоловік — Людовик I де Монпансьє
Діти: не було